# Heuft
Die Heuft Besitzgesellschaft GmbH & Co. KG ist ein inhabergeführter Backanlagenhersteller mit Sitz in Bell in der Eifel. Sie ist die Holding der Unternehmen der Heuft Gruppe.

## Geschichte
Anfang des 18. Jahrhunderts wurde der aus Bell in der Eifel stammende Martin Heuft (* 20. Oktober 1700; † 21. Februar 1777) nach seiner Lehre als Backofenbauer in das Register der Stadt Andernach eingetragen.
Nach dem Ende des Zweiten Weltkrieges stieg die Nachfrage nach Backöfen stark an. Karl Heuft, der das Unternehmen in der siebten Generation führte, erweiterte seinen Betrieb und produzierte ab 1946 auch Dampfbacköfen aus Stahl. 1968 wurde der Vulkan Thermo-Oel-Backöfen entwickelt. Dieser markierte einen wichtigen Meilenstein in der Firmengeschichte, da sich Heuft bald auf den Bau dieser Öfen spezialisierte.
Mitte der 1980er-Jahre adaptierte Thomas Heuft die Wagenöfen aus den USA für den deutschen Markt. Die Entwicklungsarbeit erfolgte in Bell und den Prototyp des „Thermo-Roll“ stellte Heuft in einer Bäckerei in der Eifel auf. 1987 ging er in Serie und wurde bald zum meistverkauften Thermoöl-Ofen.
Ab 1996 wurde die Serie „Nonplusultra“ (Etagen- und Stikkenöfen) in das Programm aufgenommen, anfangs in Italien von der Firma Mondial Forni gebaut. 1999 erfolgte der Einstieg in den internationalen Großanlagenbau; hierzu wurde im Jahr 2006 die Heuft Thermo-Oel GmbH & Co. KG. gegründet.
2015 übernahm die Karl Heuft GmbH das Kälte- und Klimatechnikunternehmen iceCool GmbH &Co KG aus Hückelhoven (früher Paulus Kältetechnik GmbH & Co KG) und erweiterte damit das Produkt-Portfolio um Gärschränke, Schockfroster, Kühlzellen sowie Klimatisierungstechnik für Konditorei- und Schrankanlagen.
Im Jahr 2017 wurden ein zentrales Empfangs- und Bürogebäude, eine zentrale Lagerhalle mit Blechproduktion sowie eine weitere Produktionshalle fertiggestellt.
2020 wurde die Produktions-, Verwaltungs- und Lagerfläche auf 20.000 Quadratmeter erweitert.

## Unternehmen
Die Heuft Unternehmensgruppe beschäftigt rund 300 Mitarbeiter an Standorten in Bell, Hückelhoven und Echt-Susteren in den Niederlanden. Sie produziert an diesen Standorten industrielle Backöfen, Backanlagen sowie Gär-, Frost- und Kühlanlagen, die weltweit vertrieben werden. Sie gelten dabei als Weltmarktführer. Dass Heuft als Weltmarktführer anerkannt ist, unterstreicht die Aufnahme in die Gruppe der Hidden Champions. Das Familienunternehmen wird mittlerweile in der achten Generation geführt und ist der älteste Backofenbauer Deutschlands. Der Exportanteil beträgt bis zu 70 %. Noch heute werden alle Öfen in Bell geplant, konstruiert und gefertigt.
Unternehmensstruktur:
- Karl Heuft GmbH, Bell
- Heuft Beteiligungs GmbH, Bell
- Heuft Besitzgesellschaft GmbH & Co. KG
  - Heuft Thermo-Oel GmbH & Co. KG, Bell
  - iceCool Systems GmbH & Co. KG, Hückelhoven
  - iceCool International BV, Echt NL
  - Heuft Industry GmbH, Bell
  - Heuft Service GmbH, Bell

## Auszeichnungen
- 2005: Bayrischer Staatspreis[14][10]
- 2014: Success-Technologiepreis des Wirtschaftsministeriums und der Investitions- und Strukturbank Rheinland-Pfalz[15]
- 2017: Großer Preis des Mittelstandes[8][16]
- 2017: Innovationspreis des Landes Rheinland-Pfalz[17][18]
- 2019: BEST in baking[19]
- 2020:  Förderung durch das Wirtschaftsministerium und den Europäischen Fonds „Energie- und Ressourceneffizienter Ofen“[20]
- 2021: Technologiewettbewerb SUCCESS „Künstliche Intelligenz im Mittelstand“[21]

## Historisches
Nachdem Bell in der Eifel über zwei Jahrhunderte wegen der Vorkommen an Backofenstein das Zentrum des rheinischen Backofenbaus war, existieren von den einst 50 Betrieben heute dort nur noch zwei. Einer dieser Betriebe ist die heutige Heuft Unternehmensgruppe in 8. Generation.
Vereinzelt wird hier noch das Lebber Talep, die Geheimsprache der Ofenbauer aus Bell, gesprochen.